# Synagoga w Brzegu
Synagoga w Brzegu (niem. Synagoge in Brieg) – budynek dawnej synagogi znajdujący się w Brzegu, na rogu obecnych ulic 3 Maja i Długiej.

## Historia i architektura
Na początku XVI w. w Brzegu istniał inny budynek synagogi, jednak spłonął w 1507 r.
Późniejsza synagoga została zbudowana w 1799 roku przez Żydów, którzy sprowadzili się do Brzegu w 1660 r. z Białej. Pierwszy rabin zatrudniony został przez gminę w 1816 roku. W 1899 roku przeprowadzono pierwszy generalny remont budynku, zaś drugi w 1937 roku. Podczas nocy kryształowej z 9 na 10 listopada 1938 roku hitlerowcy doszczętnie zdewastowali wnętrze synagogi oraz spalili publicznie zwoje Tory. W 1940 roku synagoga została przebudowana z przeznaczeniem na mieszkania.
Murowany budynek synagogi wzniesiono na planie prostokąta, w stylu klasycystycznym. Do dziś zachowało się jedynie kilka zdobień elewacji północnej i wschodniej. Są to m.in. pilastry zwieńczone trójkątnym przyczółkiem znajdujące się na środku ściany północnej (ul. Długa). Obecne pierwotnie na ścianie wschodniej (ul. 3 Maja) między pilastrami podłużne i okrągłe okna są obecnie zamurowane, aczkolwiek można dostrzec ich zarys po wgłębieniach na tynku.
Synagoga została wpisana do krajowego rejestru zabytków pod nr. 217/58 w dniu 20.01.1958 roku.

## Dawna brzeska synagoga na fotografii

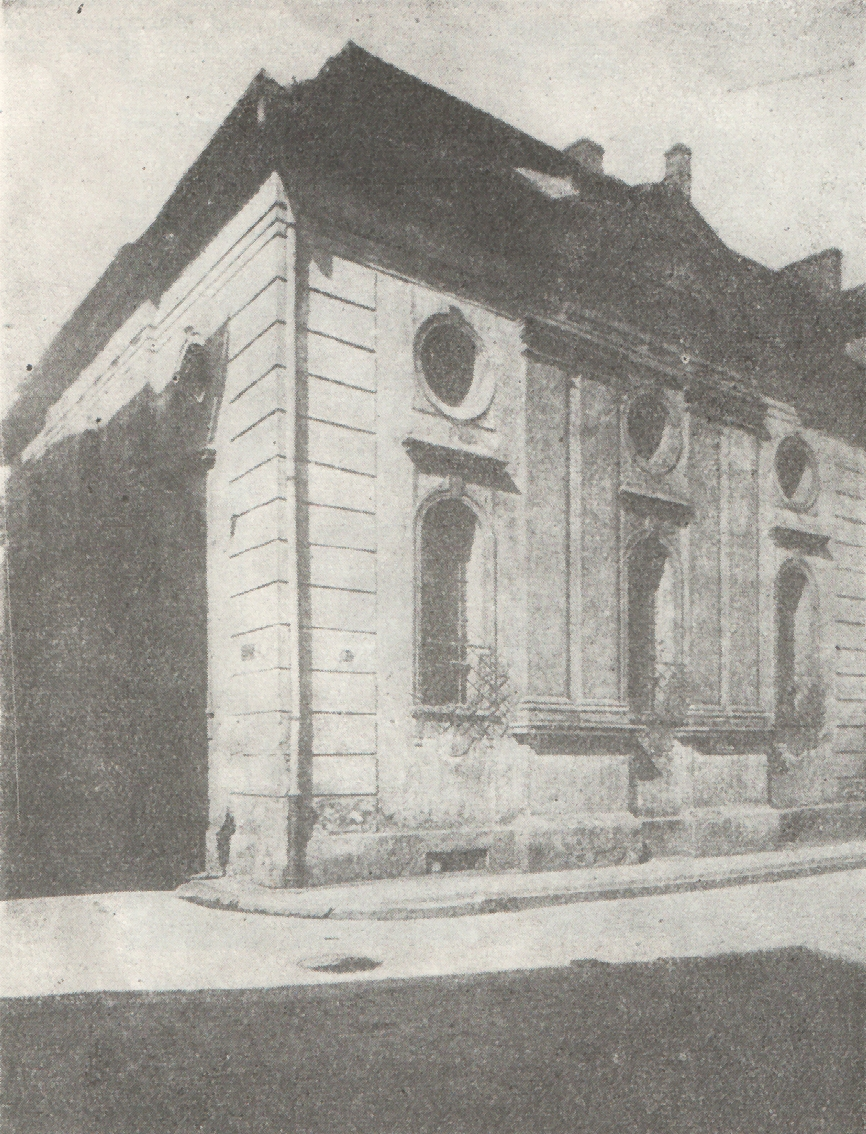
Ściana wschodnia sprzed przebudowy z 1940 r.
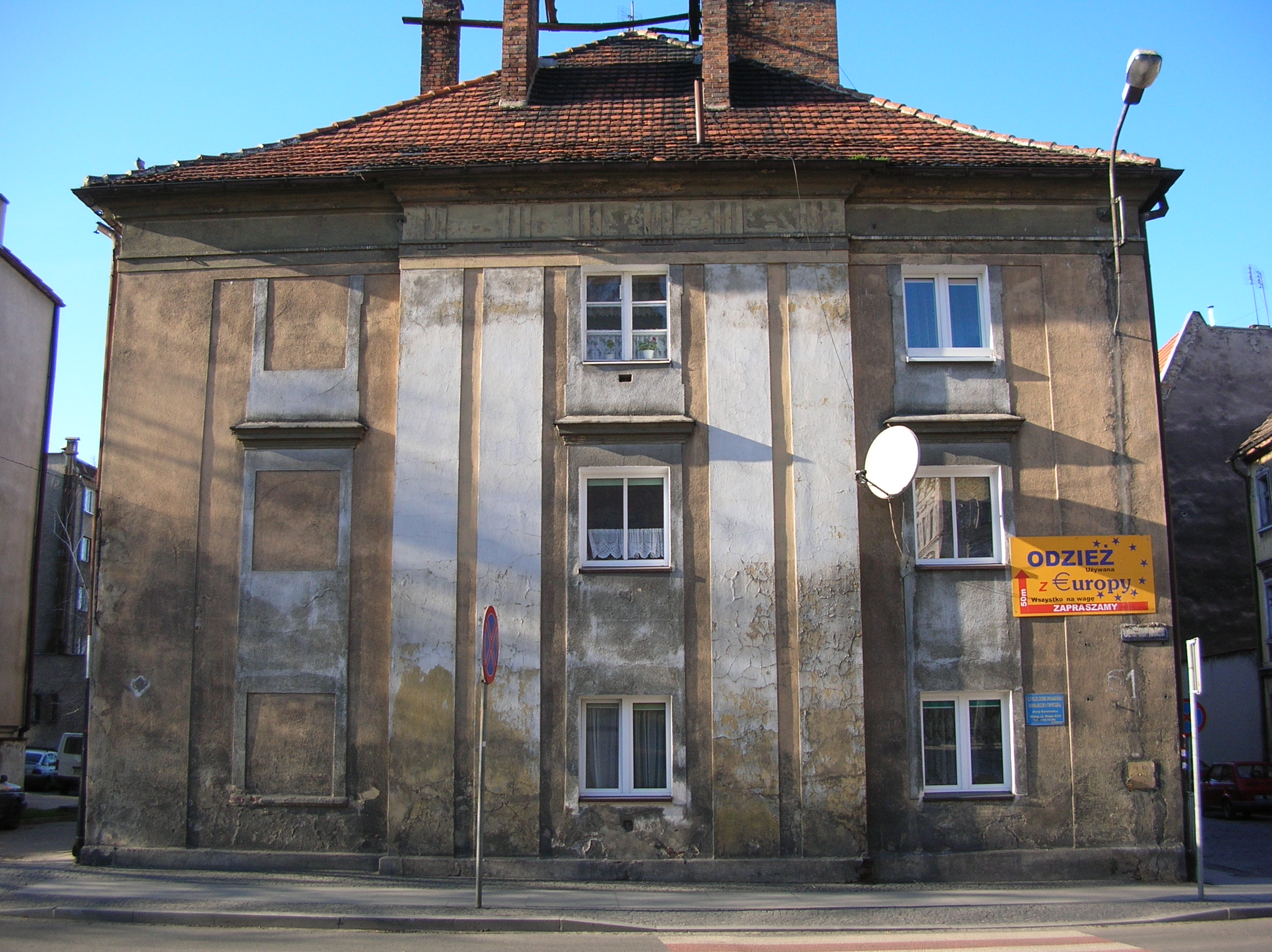
Ściana wschodnia z pilastrami (stan na 2007 r.)
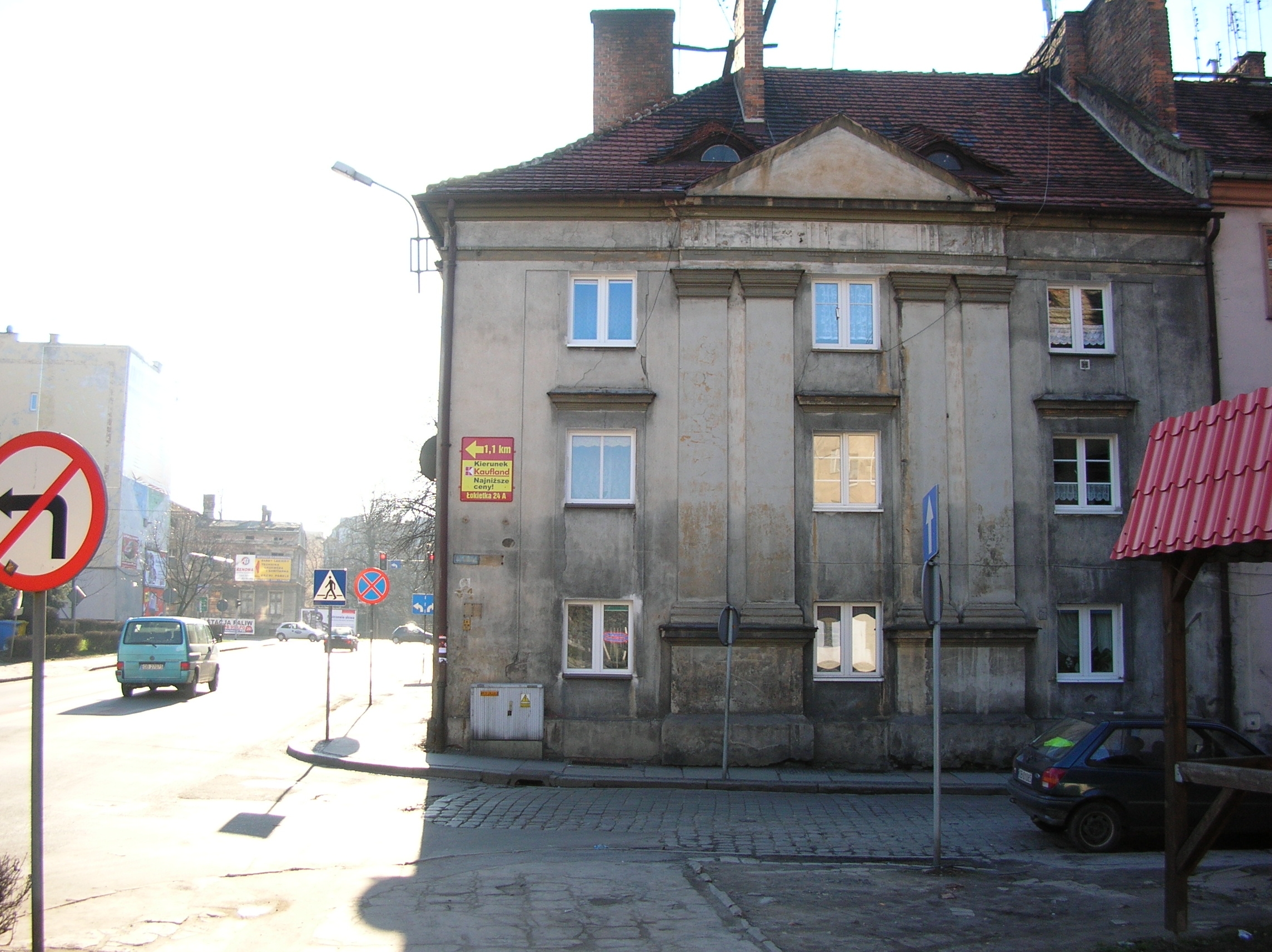
Ściana północna z pilastrami i frontonem (2007)
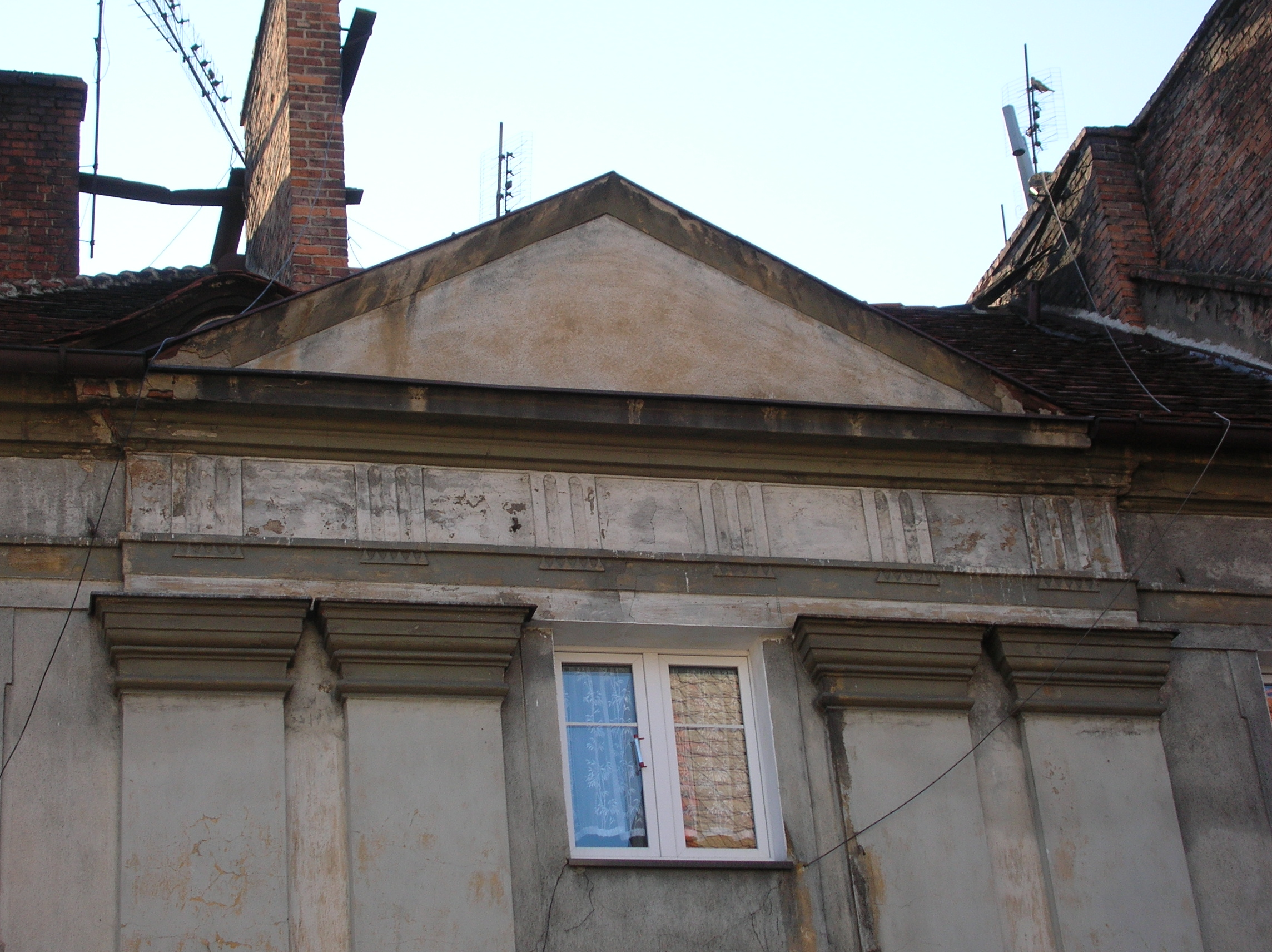
Fronton ściany północnej (2007)